# Septembre en droit
| ← Septembre → |    |    |    |    |    |    |
| 1er           | 2  | 3  | 4  | 5  | 6  | 7  |
| 8             | 9  | 10 | 11 | 12 | 13 | 14 |
| 15            | 16 | 17 | 18 | 19 | 20 | 21 |
| 22            | 23 | 24 | 25 | 26 | 27 | 28 |
| 29            | 30 |    |    |    |    |    |

## 1erseptembre
- 1951 : ouverture de la « Conférence de la paix » à San Francisco qui se conclut par la signature du Traité de San Francisco le 8 septembre.

- 2000 : nomination de Fabrice Burgaud comme juge d'instruction au tribunal de grande instance de Boulogne-sur-Mer (Pas-de-Calais) où il hérite de l'enquête sur l'affaire de pédophilie dite d'Outreau.

## 2 septembre
- 2004 : lors d'une inspection de routine dans une exploitation agricole, à Saussignac en Dordogne, un agriculteur tue un deux inspecteurs du travail.

## 3 septembre
- 1640 : Olivier Patru, avocat et écrivain français, entre à l'Académie française.
- 1791 : vote de la première constitution française écrite qui transfère la souveraineté du Roi à la nation.
- 1953 : entrée en vigueur de la Convention européenne des droits de l'homme, du 4 novembre 1950.

## 4 septembre
- 1998 : Jean Kambanda est condamné par le Tribunal pénal international pour le Rwanda à la réclusion à perpétuité pour génocide, complicité de génocide et crimes contre l'humanité.

## 7 septembre
- 1822 : proclamation de l'indépendance du Brésil par Pierre 1er, dit dom Pedro, à São Paulo, dans la crypte du monument de l'Ipiranga.

## 8 septembre
- 1951: signature du Traité de San Francisco.

## 15 septembre
- 1865 : naissance à Grenoble d'Henri Capitant, juriste français, agrégé de droit, professeur de droit privé (décédé le 21 septembre 1937 aux Allinges).

## 18 septembre
- 1802 : fondation de la République rhodanienne formée par le Valais, alors membre de la République helvétique. La République rhodanienne disparaîtra en 1810 par son annexion à l'Empire français.

## 19 septembre
- 1833 : signature de la convention de Münchengrätz entre la Russie et l’Autriche portant sur la garantie mutuelle de leurs territoires Polonais.

## 21 septembre
- 1937 : décès aux Allinges d'Henri Capitant, juriste français, agrégé de droit, professeur de droit privé (né le 15 septembre 1865 à Grenoble).

## 30 septembre
- 1800 : signature du traité de Mortefontaine mettant fin à la quasi guerre navale entre les États-Unis et la France. Le traité entrera en vigueur en 1801, après échange des éléments de ratification.